# 馬西蘭丁 (特拉華州)
馬西蘭丁（英語：Massey Landing）是位於美國特拉華州蘇塞克斯縣的一個非建制地區。該地的面積和人口皆未知。

## 地理
馬西蘭丁的座標為38°37′34″N 75°06′15″W / 38.62611°N 75.10417°W，而該地的平均海拔高度為1米（即3英尺）。